# (317809) Marot
(317809) Marot est un astéroïde de la ceinture principale.

## Description
(317809) Marot est un astéroïde de la ceinture principale. Il fut découvert le 24 septembre 2003 à Saint-Sulpice (Oise) par l'observatoire de Saint-Sulpice. Il présente une orbite caractérisée par un demi-grand axe de 2,35 UA, une excentricité de 0,13 et une inclinaison de 2,1° par rapport à l'écliptique.
Il est nommé d'après le poète français Clément Marot.

## Compléments